# Финастерид
Финастерид — лекарственное средство, противоопухолевый препарат, применяемый при лечении доброкачественной гиперплазии предстательной железы (аденомы простаты) и облысения у мужчин.

## История
В 1942 году Джеймс Гамильтон заметил, что кастрация в препубертатном возрасте предотвращает дальнейшее развитие облысения у зрелых мужчин. В 1974 году Джулианна Императо-МакГинли из Корнеллского медицинского колледжа в Нью-Йорке приняла участие в медицинской конференции, где она сообщила о группе интерсекс-детей на Антильских островах, которые от рождения имели гениталии промежуточного типа и воспитывались как девочки, но после наступления половой зрелости у них выросли внешние мужские гениталии и другие мужские признаки. Местные жители называли их «гуэведосе», что на испанском языке означает «пенис в двенадцать». Её исследовательская группа обнаружила, что у этих детей была генетическая мутация, вызывающая дефицит фермента 5α-редуктазы и мужского гормона дигидротестостерона (DHT), который был причиной отклонений в половом развитии мужчин. После полового созревания у таких людей наблюдается уменьшенная в размерах, недоразвитая предстательная железа, а также отсутствие случаев облысения у мужчин.
В 1975 году копии презентации Императо-МакГинли увидели Рой Вагелос, который тогда работал руководителем по фундаментальным исследованиям в фармакологической компании Мерк и Ко. Он был заинтригован тем, что снижение уровня DHT приводит к развитию более маленькой простаты. Затем доктор Вагелос попытался создать лекарство, которое могло бы имитировать состояние, которое встречается у таких детей, для лечения пожилых мужчин, страдающих доброкачественной гиперплазией предстательной железы.
Финастерид был разработан Merck под кодовым названием MK-906. В 1992 году финастерид (5 мг) был одобрен Управлением по санитарному надзору за качеством пищевых продуктов и медикаментов США (FDA) для лечения ДГПЖ, который Мерк и Ко продавал под торговой маркой Proscar. В 1997 году Мерк и Ко удалось получить одобрение FDA для второго показания к финастериду (1 мг) для лечения выпадения волос по мужскому типу, который продавался под торговой маркой Propecia. Это был первый введенный ингибитор 5α-редуктазы, за которым последовал дутастерид в 2001 году. Первое исследование финастерида в лечении гирсутизма у женщин было опубликовано в 1994 году. Известно, что  президент США Дональд Трамп принимает финастерид («Пропецию») в качестве средства против облысения.

## Фармакологическое действие
Ингибирует 5-альфа-редуктазу II типа, превращающую тестостерон в более активный 5-альфа-дигидротестостерон, снижает его концентрацию в крови и ткани предстательной железы в течение 24 ч после перорального приема. Угнетает стимулирующее действие тестостерона на развитие опухоли. Подавление образования дигидротестостерона сопровождается уменьшением объема предстательной железы, увеличением максимальной скорости тока мочи и уменьшением симптомов непроходимости мочевыводящих путей. При постоянном приеме статистически значимый эффект регистрируется через 3 мес (уменьшение объема железы), 4 мес (увеличение максимальной скорости тока мочи) и 7 мес (уменьшение общих симптомов и симптомов непроходимости мочевыводящих путей). При прекращении приёма препарата, изменения предстательной железы восстанавливаются в течение 6-8 месяцев.

## Рак простаты
Результаты, проведенных в  2005 году исследований в Национальном институте рака (США) показали, что при приёме  5 мг в день, как это обычно назначают при ДГПЖ, у участников исследований, принимавших финастерид, случаев появления рака простаты было на 25% меньше в конце исследования по сравнению с пациентами, получавшими плацебо.

## Фармакокинетика
Абсорбция в желудочно-кишечном тракте завершается через 6—8 ч после приема. Хорошо всасывается и проникает в ткани и биожидкости, обнаруживается в эякуляте (в концентрации 5 мкг). Биодоступность — 80%, не зависит от приема пищи. TCmax — 2 ч, Cmax — 8—10 нг/мл. Связь с белками плазмы — 93%. Проникает через ГЭБ (через 7—10 дней лечения обнаруживается в спинномозговой жидкости в незначительных количествах) Системный клиренс — 165 мл/мин, объем распределения — 76 л. Незначительно кумулирует при длительном приеме. T½ у мужчин 18—60 лет — 6 ч, у мужчин старше 70 лет — 8 ч. Выводится в виде метаболитов почками (39%) и через кишечник (57%). При хронической почечной недостаточности часть метаболитов (которая в норме выводится с мочой) выводится с калом.

## Показания
Доброкачественная гиперплазия предстательной железы (для уменьшения размеров предстательной железы, увеличение максимальной скорости оттока мочи, снижение риска развития острой задержки мочи).
Также применяется для лечения андрогенетической алопеции.

## Противопоказания
Гиперчувствительность, беременность, женщины детородного возраста, детский возраст.

### C осторожностью
Печеночная недостаточность, обструктивная уропатия.

## Режим дозирования
Внутрь, независимо от приема пищи, по 5 мг 1 раз в день, как в монотерапии, так и в сочетании с доксазозином.

## Побочные эффекты
Аллергические реакции (сыпь, кожный зуд, крапивница, отёк губ и лица), снижение потенции и/или либидо, нарушение эякуляции, уменьшение объема эякулята, увеличение и болезненность молочных желёз, повышение концентрации лютеинизирующего гормона и фолликулостимулирующего гормона в крови, снижение концентрации простат-специфического антигена (ПСА).

## Особые указания
У пациентов с большим объёмом остаточной мочи и/или резко сниженным током мочи необходим тщательный контроль возможного развития обструктивной уропатии. Перед началом терапии необходимо исключить заболевания, симулирующие доброкачественную гиперплазию предстательной железы, — рак предстательной железы, стриктура уретры, гипотония мочевого пузыря, нарушения его иннервации и инфекционный простатит. Женщинам детородного возраста и беременным следует избегать контакта с препаратом, он обладает тератогенными свойствами (способность подавлять превращение тестостерона в дигидротестостерон может вызывать нарушение развития половых органов у плода мужского пола), проникает в семенную жидкость. Вызывает снижение простат-специфического антигена через 6 и 12 месяцев приёма на 41 и 48% соответственно. Для исключения развития рака предстательной железы во время терапии финастеридом необходимы обследования пациентов.